# Benetti
A Benetti vállalatot Lorenzo Benetti alapította 1873-ban, aki főleg kereskedőhajók készítésével foglalkozott. Halála után fiai átvették az üzletet, s a céget „Fratelli Benetti” névre keresztelték át. A második világháború alatt acél hadihajókat gyártottak főként, de a bombázásokban súlyos károk érték a telephelyet, így igen kevés hajó készülhetett el.
A Benetti Európa vezető yachtmárkája, ügyfelei között számos milliárdos található. 1979-ben Adnan Khashogginak egy 83 méter hosszú hajót (Nabila) készítettek, amely a kor legnagyobb yachtja volt. Később a Nabila szerepelt a Soha ne mondd, hogy soha c. James Bond-filmben, majd Brunei szultánján (1988) keresztül Donald Trump tulajdonába került, aki „Trump Princess”-nek keresztelte át. 1991-ben egy szaúdi herceg vásárolta meg a hajót, amely még mindig a világ 25 legnagyobb yachtjának egyike, „Kingdom 5 KR” néven.
1980-ban a Benetti beolvadt az Azimutba, de önálló márka maradt.
A mintegy 130 évnyi tapasztalat és a hajókban fellelhető kiemelkedő technológiai megoldások teszik a Benettit Európa vezető yacht-készítőjévé. Nagy hangsúlyt fektetnek a harmóniára, szépségre, mind a külső, mind a belső design tekintetében. Mindezt a sok hűséges és prominens ügyfél mellett jelzi az is, hogy a Robb Report magazin a Benetti számos hajóját választotta már az elmúlt években kategóriája legjobbjának.

## Külső hivatkozások
A cég honlapja